# Campeonato Paraibano de Futebol de 2021 – Primeira Divisão
A Primeira Divisão do Campeonato Paraibano de Futebol de 2021, foi a 111ª edição da principal divisão do futebol paraibano. Foi realizada e organizada pela Federação Paraibana de Futebol e disputada por 8 clubes entre 14 de abril e 20 de junho.
A competição marcou a redução do número de equipes participantes no certame de 10 para 8, visto que a divisão de acesso de 2020 não aconteceu, e 2 equipes foram rebaixadas no ano anterior. O Paraibano assim, contou com a participação dos 8 clubes mais bem colocados no ano anterior.
Ainda devido a Pandemia de Covid-19 o campeonato não contou com a presença de público.

## Sistema de disputa
O certame foi disputado em 4 (quatro) fases, a saber: primeira e segunda fase (fases classificatórias), terceira fase (semifinal) e quarta fase (final). Na primeira fase, os oito clubes se enfrentam em turno único (jogos de ida) e, ao fim das 7 (sete) rodadas, os 6 (seis) primeiros colocados avançam e o pior é rebaixado. Os dois melhores da primeira fase avançam direto para a semifinal, enquanto que do terceiro ao sexto disputarão uma segunda fase classificatória em sistema eliminatório, em jogo único, as outras duas vagas. Semifinal também será disputada em jogo único e a Final será disputada no sistema eliminatório em jogos de ida e volta.

## Classificação para competições regionais e nacionais
Os dois primeiros colocados disputarão a Copa do Brasil de 2022. Já o campeão, além da Copa do Brasil, disputará a fase de grupos da Copa do Nordeste de 2022 e a Série D do Brasileiro de 2022. Excluídos os clubes que já tenham vaga assegurada nas Séries A, B ou C do Campeonato Brasileiro de 2022, a equipe melhor classificada, concluída a competição, terá assegurada a indicação para a vaga.